# Соалья, Мишель
Мишель Леон Мари Соалья (фр. Michel Léon Marie Soalhat; 17 ноября 1875, Клермон-Ферран — 1 октября 1915, Сен-Илер-ле-Гран) — французский легкоатлет, выступавший в беге на средние и длинные дистанции, беге с препятствиями и кроссе. Участник внеочередных летних Олимпийских игр 1906 года.

## Биография
Мишель Соалья родился 17 ноября 1875 года во французском городе Клермон-Ферран.
Работал красильщиком кружев. В 1896—1898 годах служил во французской армии в составе 317-го полка, после чего остался в резерве.
До 1894 года выступал в легкоатлетических соревнованиях за «Ножан», в 1895—1896 годах — за парижский 1-й Спортивный союз, с 1896 года — за парижский «Расинг». Двенадцать раз становился чемпионом Франции: четырежды в беге на 800 метров (1895—1896, 1904—1905) и беге на 1500 метров (1894—1895, 1904—1905), дважды в беге на 4000 метров с препятствиями (1895—1896) и беге по пересечённой местности (1896—1897).
Восемь раз был рекордсменом Франции в беге на 800 метров (2 минуты 3,4 секунды — 1894; 2.03,4 — 1896), беге на 1000 метров (2.42,0 — 1895; 2.39,6 и 2.38,0 — оба 1896), беге на 1500 метров (4.16,8 и 4.16,4 — оба 1895; 4.08,2 — 1904).
В 1906 году вошёл в состав сборной Франции на внеочередных летних Олимпийских играх в Афинах. В беге на 800 метров занял в полуфинале ниже 4-го места. В беге на 1500 метров занял в полуфинале 5-е место. Также был заявлен в беге на 5 миль, но не вышел на старт.
В августе 1914 года с началом Первой мировой войны был призван в армию. Участвовал в войне в составе 315-го пехотного полка.
Погиб 1 октября 1915 года во французской коммуне Сен-Илер-ле-Гран во время второго сражения в Шампани. Его тело не опознали.

## Личные рекорды
- Бег на 400 метров — 53,5 (19 июля 1903, Лион)[7]
- Бег на 800 метров — 1.59,0 (21 октября 1906, Париж)[1][7]
- Бег на 1500 метров — 4.08,2 (26 июня 1904, Париж)[1][2][7]
- Бег на 1 милю — 4.32,4 (13 июля 1905, Париж)[7]